# Lista dos condes de Reims
O Condado de Reims surgiu como decorrência do poderio de Herberto II (902-943), conde de Vermandois, nos domínios de Saint-Quentin (Aisne) e Péronne (Somme).

Brasão de Armas do Condado de Reims

A história do condado estará sempre ligada ao bispo local e ao papel que ele desempenha e aos ataques dos povos germânicos, o que faz com que já no final do século III ou início do quarto, se dê a construção de muros em torno de Reims, apoiada nos quatro arcos de triunfo construídos no cardo e decumanus, arcos e portões são transformadas em parede. O bispo Nicásio, construiu a primeira catedral na primeira metade do V sobre as antigas termas galo-romanos. Este edifício era dedicado à Virgem Santíssima, e foi onde se realizou no ano de 498 o batismo de Clóvis I pelo bispo Remígio de Reims. 

Brasão de armas dos Condes de Blois.

Em 816 Luís o Pio, filho de Carlos Magno, escolheu Reims para sua consagração como imperador.  A importância que eles davam à cidade fez com que incumbissem ao bispo Ebbo (816-835) de iniciar a construção (816) de uma nova catedral para substituir o edifício do século V. O bispo Incmaro de Reims (845-882) manteve  a nova construção e a consagrou em 862. Muitos destas igrejas, edifícios e as muralhas foram destruídas durante os ataques normandos de 883 e 887.  

Brasão de Armas do Condado de Roucy

Herberto II foi o mais famoso dos condes de Vermandois e de sua descendência surgiu a linhagem que governaria o condado de Reims. Seu terceiro filho Hugo de Reims (920 † 962), tornou-se o primeiro conde e igualmente bispo de Reims. O avô de Hugo Herberto I, pertencia à linhagem carolíngia direta (masculina) e cuja descendência era: Pepino II de Vermandois, seu pai; Bernardo da Lombardia, seu avô; Pepino da Lombardia, seu bisavô, Carlos Magno, seu triavô.

## Lista dos condes de Reims
1. 925-931 : Hugo de Reims, arcebispo de Reims (920 † 962), filho de Herberto II de Vermandois
2. 931-940 : Artaude de Reims, arcebispo de Reims († 962)
3. 940-945 : Hugo de Reims, novamente
4. 946-967 : Reinaldo de Roucy, conde de Roucy  († 967)
5. 967-982 : Herberto III, o Velho, conde de Omois e de Reims († 982), filho de Herberto II de Vermandois
6. 982-995 : Eudes I, († 995), conde de Blois, de Chartres e de Reims, sobrinho do precedente
7. 995-1004 : Teobaldo II, († 1004), conde de Blois e de Reims, filho do precedente
8. 1004-1023 : Eudes II, († 1037), conde de Blois e de Reims, irmão do precedente

Em 1023, Eudes II foi obrigado pelo rei da França Roberto II a vender o condado de Reims a Ebles I de Roucy, arcebispo de Reims.